# Aeroporto di Garoua
L'Aeroporto di Garoua (IATA: GOU, ICAO: FKKR) (in francese: Aérodrome de Garoua), definito come internazionale dalla ASECNA, è un aeroporto camerunese situato nella parte settentrionale del Camerun verso il confine con la Nigeria, 4 km a nord nord ovest di Garoua, capitale della Regione del Nord). La struttura è dotata di una pista di asfalto lunga 3400 m e larga 45 m, l'altitudine è di 242 m, l'orientamento della pista è RWY 09-27. L'aeroporto è aperto al traffico commerciale dall'alba al tramonto.